# Trevor Cooper
Pour les articles homonymes, voir Cooper.
Trevor Cooper (né le 21 mai 1953) est un acteur anglais.

## Enfance et Éducation
Cooper a étudié le droit à l'Université de Kingston et est diplômé d'une maîtrise en droit de l'Université de Warwick. Il a enseigné pendant deux ans à la London South Bank University avant de devenir acteur de formation au Drama Studio London.

## Carrière
Ayant remporté un prix Carleton Hobbs en 1979, Cooper a eu son premier rôle principal dans une production radiophonique de 1980 du dossier sur Leo Kaplan,. Cooper est apparu dans les films Le Dénonciateur (The Whistle Blower, 1986), The Ruby in the Smoke (1985) ou Les Hauts de Hurlevent (1992). Il est également connu pour avoir joué Colin Devis dans la série télévisée Star Cops and Gurth dans la dramatisation de la BBC d'Ivanhoe en 1997. Ses autres rôles à la télévision incluent des apparitions dans Outnumbered, Doctor Who: Revelation of the Daleks, Doctors, Kingdom, Trial & Retribution, The Bill, Spooks, Casualty, Wizards vs Aliens, The Wrong Mans et Inside No. 9,. Depuis 2017, Cooper a interpréte le sergent Aubrey Woolf dans le drame de la BBC One, Call The Midwife.